# Синаптобревин
Синаптобревин (англ. synaptobrevin) — небольшой трансмембранный белок секреторных везикул; компонент белкового комплекса SNARE, осуществляющего конечные стадии экзоцитоза нейромедиаторов в синапс. Синаптобревин относится к семейству везикуло-ассоциированных мембранных белков (англ. vesicle associated membrane protein, VAMP). 

## Структура и функция
Существует 2 изотипа синаптобревина (синаптобревин 1 и 2), синтезирующиеся в мозге. Молекулярная масса белка 18 кДа. По функциональной классификации синаптобревин относится к везикулярным белкам SNARE (v-SNARE), а по структурной - к R-SNARE. Синаптобревин вместе с синтаксином и белком SNAP-25 формирует SNARE комплекс, состоящий из 4 альфа-спиралей. Одна из этих альфа-спиралей принадлежит синаптобревину. Этот комплекс осуществляет кальций-регулируемый выброс нейромедиатора в синапс. Функция синаптобревина регулируется другими белками клетки.

## Патология
При заболевании столбняком тетанотоксин, продуцируемый анаэробной бактерией Clostridium tetani, вызывает разрушение синаптобревина. Это приводит к спазмам и неконтролируемому мышечному сокращению.